# 亚历山大三世 (苏格兰)

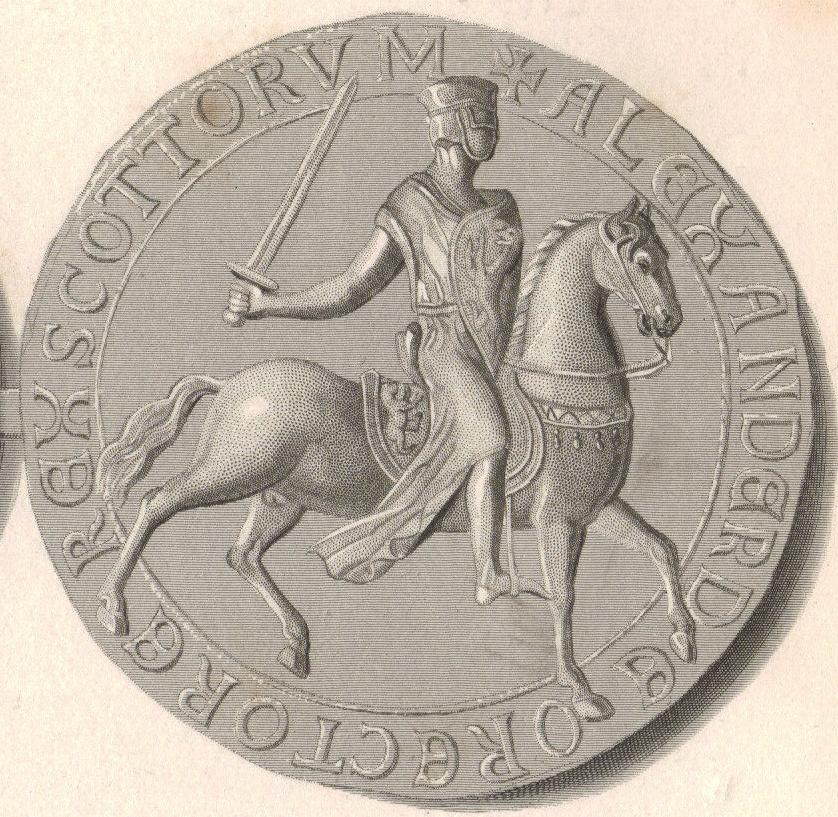
苏格兰国王亚历山大三世封印

亚历山大三世 Alexander III（1241年9月4日—1286年3月19日）苏格兰国王（1249年—1286年在位）。他是亚历山大二世国王之子，母为科西的瑪麗（亚历山大二世的第二个妻子）。

## 經歷
亞歷山大三世在父親去世後繼承了蘇格蘭的王位。1251年，還是孩子的亞歷山大三世與英格兰国王亨利三世的女兒瑪格麗特结婚，這使得英格蘭人企圖在其未親政時再度干涉蘇格蘭的内政。然而，亞歷山大三世在50年代就擺脫貴族對他的控制；60年代，他將注意向西轉移到有爭議的土地上，蘇格蘭西邊沿海的島嶼名義上雖屬於挪威但實際上已經獨立。1263年，亞歷山大三世在Largs戰役中打敗了挪威国王哈康四世的入侵。他于1266年迫使哈康四世的繼承者马格努斯六世向苏格兰割让马恩岛和赫布里底群岛。
1275年，其妻瑪格麗特(英格蘭國王愛德華一世之妹)去世，他在下來的十年中失去所有的孩子而他又沒有兄弟與叔伯，這意味他失去王位繼承人，導致他1285年考慮再婚迎娶德勒的約蘭德，但他卻在不顧暴風雨前去和約蘭德見面而跌下懸崖而亡。

## 身亡後的蘇格蘭政局
1286年夏季，蘇格蘭王位繼承問題似乎有了希望，約蘭德有了身孕使蘇格蘭人寄望這位遺腹子能趕緊長大，這段期間蘇格蘭由攝政委員會統治，但是約蘭德卻產下死胎導致蘇格蘭陷入混亂、西南部發生叛亂，之後擬定由瑪格麗特繼位，但她卻在前往蘇格蘭的航行期間吃了腐敗的食物，而在1290年10月初病逝，導致蘇格蘭王位只能在亞歷山大三世的旁系血親中尋找繼承人，最後由約翰·巴里奧短暫繼位。

## 家庭
亞歷山大於三世1251年12月26日與英格蘭國王亨利三世和普羅旺斯的埃莉諾的女兒瑪格麗特結婚，當時他只得10歲，而瑪格麗特亦只得11歲。在他們誕下三個孩子後，瑪格麗特於1275年去世。
1. 瑪格麗特（1261年2月28日-1283年4月9日），與挪威國王埃里克二世結婚[1]。
2. 亞歷山大（英语：Alexander, Prince of Scotland），蘇格蘭王子（1264年1月21日傑德堡-1284年1月28日林多雷斯修道院（英语：Lindores Abbey））； 葬於鄧弗姆林修道院。
3. 大衛（1272年3月20日-1281年6月斯特靈城堡）； 葬於鄧弗姆林修道院。

在亞歷山大三世統治末期，他的三個孩子在幾年內全部去世，這使得繼承問題成為緊迫的重要問題之一。1284年，他誘使各等級承認他的外孫女挪威女孩瑪格麗特為他的假定繼承人。由於需要男性繼承人，他於1285年11月1日與德勒的約蘭德締結第二次婚姻。